# Оливие Берета
Оливие Берета (на френски: Olivier Beretta) е пилот от Формула 1.
Роден на 23 ноември 1969 година в Монте Карло, Монако.

## Формула 1
Оливие Берета прави своя дебют във Формула 1 в Голямата награда на Бразилия през 1994 година. В световния шампионат записва 10 състезания, като не успява да запише точки. Състезава се за отбора на Ларус.